# Parc Brugmann
Pour les articles homonymes, voir Brugmann.
Le parc Brugmann (en néerlandais : Brugmannpark) fut la propriété de Georges Brugmann. La hêtraie a été cédée à la commune d'Uccle par les héritiers pour en faire un parc public.

## Galerie

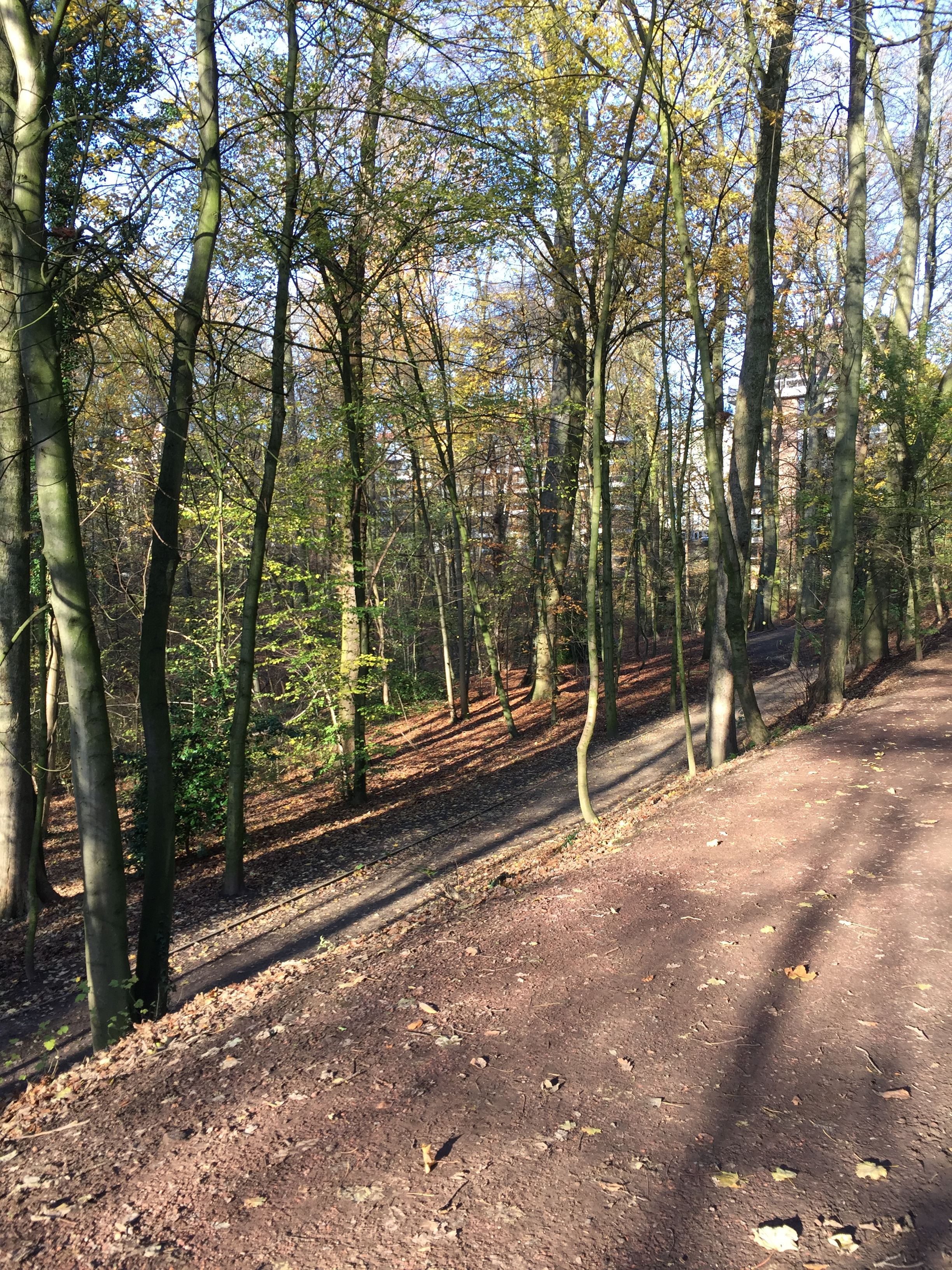
Le parc et, à l'arrière-plan, les immeubles de l'avenue de Messidor
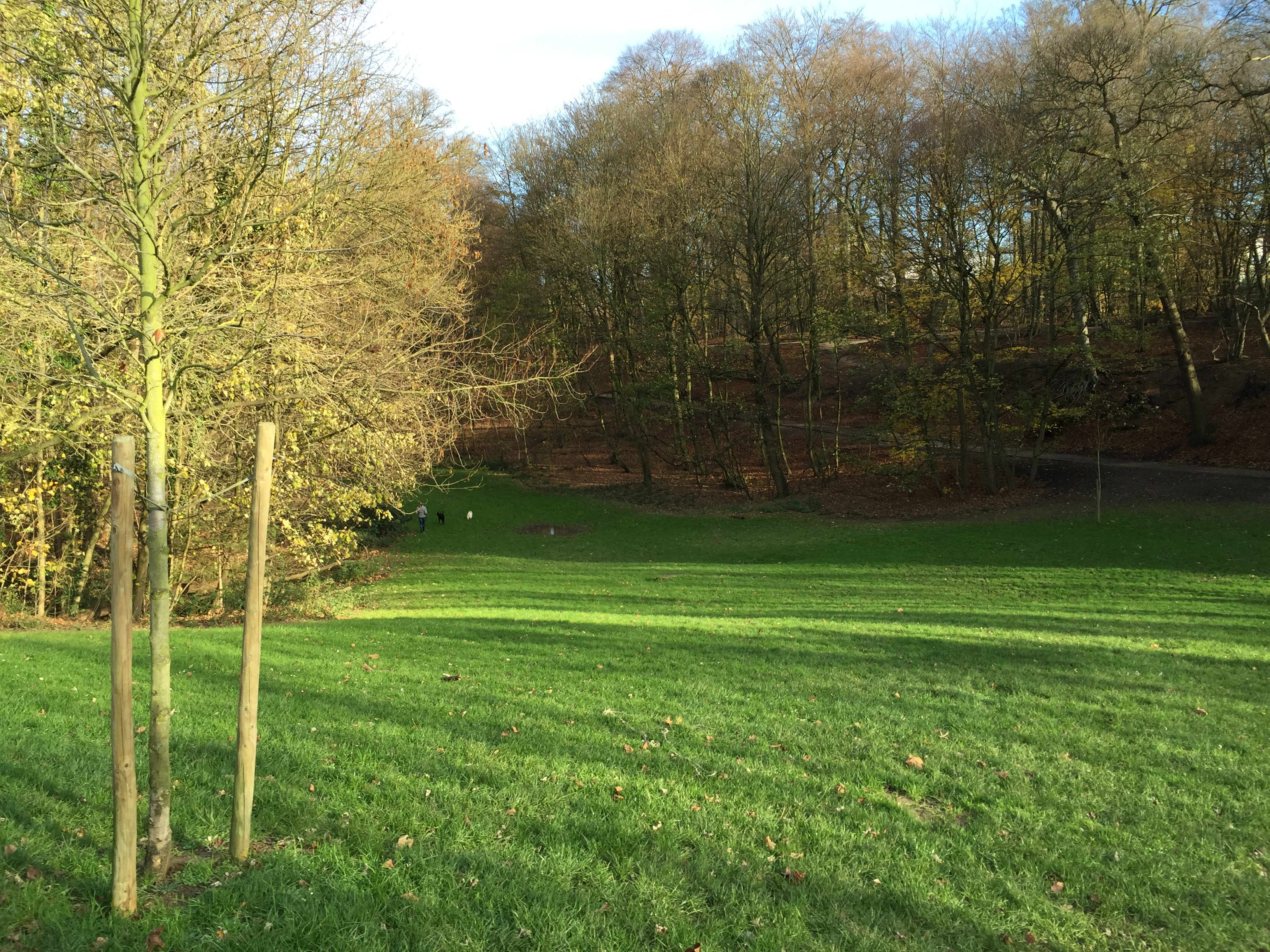
La pelouse
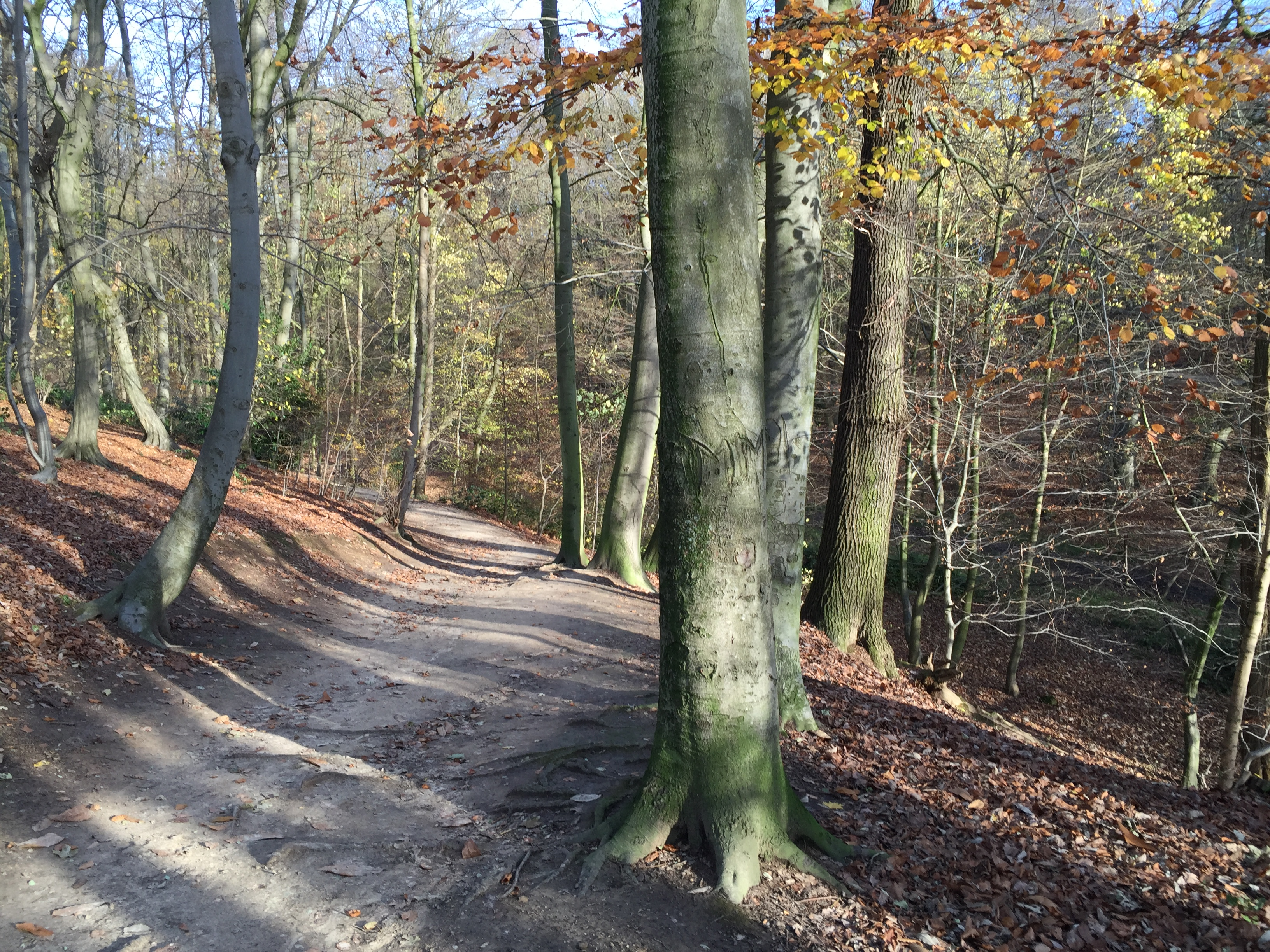
Les chemins